# Mineralplatte
Mineralplatten sind Bauelemente aus Mineralfasern, die unter Einsatz von Wasser als Hilfsmittel zu einem Brei gemischt und anschließend als Matte zu einer Platte geformt und getrocknet werden.
Die im Nassfilz-Verfahren (wet-felted) hergestellten Mineralplatten werden überwiegend als Einlegematerial in abgehängten Deckenkonstruktionen eingesetzt.
Meist werden die fertig oberflächenbehandelten und zugeschnittenen Platten in ein Raster aus Metallprofilen eingelegt, welches von der Rohdecke abgehängt wird.
Im Zwischenraum zwischen den Platten und der Rohdecke werden üblicherweise Installationen der Haustechnik untergebracht.
Mit solchen Deckensystemen können hohe Brandschutzanforderungen erfüllt werden. Gegebenenfalls erfüllen sie auch Funktionen der Schalldämpfung (überwiegend durch Schallabsorption) und der Wärmedämmung.
Typischerweise bestehen Mineralplatten aus: 

- Mineralwolle, d. h. künstliche Mineralfasern aus ungerichteten glasigen (Silikat-)Fasern mit einem Massengehalt von über 18 % an Oxiden von Natrium, Kalium, Calcium, Magnesium und Barium
- Füllstoffe, z. B. Ton und Perlite
- Binder bzw. Bindemittel, z. B. Stärke und Cellulose.

Zur Beschichtung werden häufig Dispersionsfarben verwendet oder die Platten werden mit Alufolie, Glasvlies, Papierfolie, Kunststofffolie oder Furnieren kaschiert.
Durchfeuchtung der Platten ist zu vermeiden, wenn wasserlösliche Bindemittel wie Stärke oder Zellulose enthalten sind.
Viele Arten von Mineralplatten sollten nicht über einen längeren Zeitraum erhöhten Temperaturen von über 100 °C ausgesetzt werden, da es zur Vergilbung der Oberflächenfarbbeschichtung kommen kann.
Maßgebende Normen sind beispielsweise die DIN 18177, EN 13964 und EU-Richtlinie 67/69/EG.
Bedeutende Hersteller sind unter anderen Armstrong World Industries Limited, Knauf AMF Deckensysteme und OWA Deckensysteme.
In den 70ern wurden einige Deckenplatten (z. B. Typ Wilhelmi) vom Werk aus mit einer offenporigen Anstrichfarbe behandelt, welche hohe Gehalte an PCB enthielt. Diese dünsten teilweise noch heute aus und tragen zur Belastung der Raumluft mit PCB bei.

## Rückbau und Entsorgung
Je nach Alter sind verschiedene Verfahren beim Rückbau anzuwenden. Sollte die Platte vor Juni 2000 hergestellt worden sein ist, sofern kein RAL-Gütezeichen zu finden ist, davon auszugehen, dass es sich um alte Mineralwolle handelt. Diese fällt unter die TRGS 521 und ist als Gefahrgut zu behandeln. Die genaue Handhabung hängt von der Oberfläche ab. So kann eine Mineralplatte mit unbeschädigter und luftundurchlässiger Oberfläche (z. B. Kunststoffkaschierung) unkomplizierter ausgebaut werden, als eine Mineralplatte mit offener Oberfläche. In jedem Fall ist ein Zerbrechen der Platte zu vermeiden, weiter gilt ein Remontageverbot.
Je nachdem, ob es sich um alte oder neue Mineralwollen handelt, sind unterschiedliche Abfallschlüsselnummern zu verwenden. Alte Mineralwollen sind unter der AVV-Nummer 17 06 03* zu entsorgen, neue Mineralwollen unter der AVV-Nummer 17 06 04. Sollte eine Kontamination mit PCB vorliegen, so sind die Platten unter der AVV-Nummer 17 09 02* zu entsorgen.